# Bagratovská Arménie
Bagratovské království (Բագրատունիների թագավորություն, Bagratunineri t’agavorut’yun), historicky označované jako bagratovská Arménie (arménsky Բագրատունյաց Հայաստան, Bagratunyats Hayastan), bylo středověké nezávislé arménské království v letech 880/884 až 1045. Považuje se za druhé slavné období arménských dějin, o němž arménská historiografie hovoří jako o „druhém zlatém věku“. Království bylo pojmenováno po dynastii Bagratuni, která ho založila a po celou dobu mu i vládla. Bagratovská Arménie plnila roli jakéhosi nárazníkového státu mezi dvěma velkými mocnostmi, Byzantskou říší a chalífátem. V první polovině 11. století došlo k úpadku království, kdy jihozápadní Arménii vybojoval pro Byzanc císař Basileios II. (vládl 976–1025) a arménský stát se octl v hluboké krizi. Roku 1045 bylo hlavní město Ani dobyto byzantskou armádou.

## Historie
Zakladatelem státu byl Ašot I., zvaný též Ašot Veliký, vládl v letech 884–890. Ašot využil oslabení dvou velkých mocností, Byzance a chalífátu. Šikovnou taktikou využívající rivality obou říší, kombinovanou s rostoucí vojenskou silou, dosáhl nakonec toho, že obě přijaly Arménii jako nárazníkový pás mezi sebou a přidělily jí vyšší míru nezávislosti, aby si ji získali na svou stranu. 

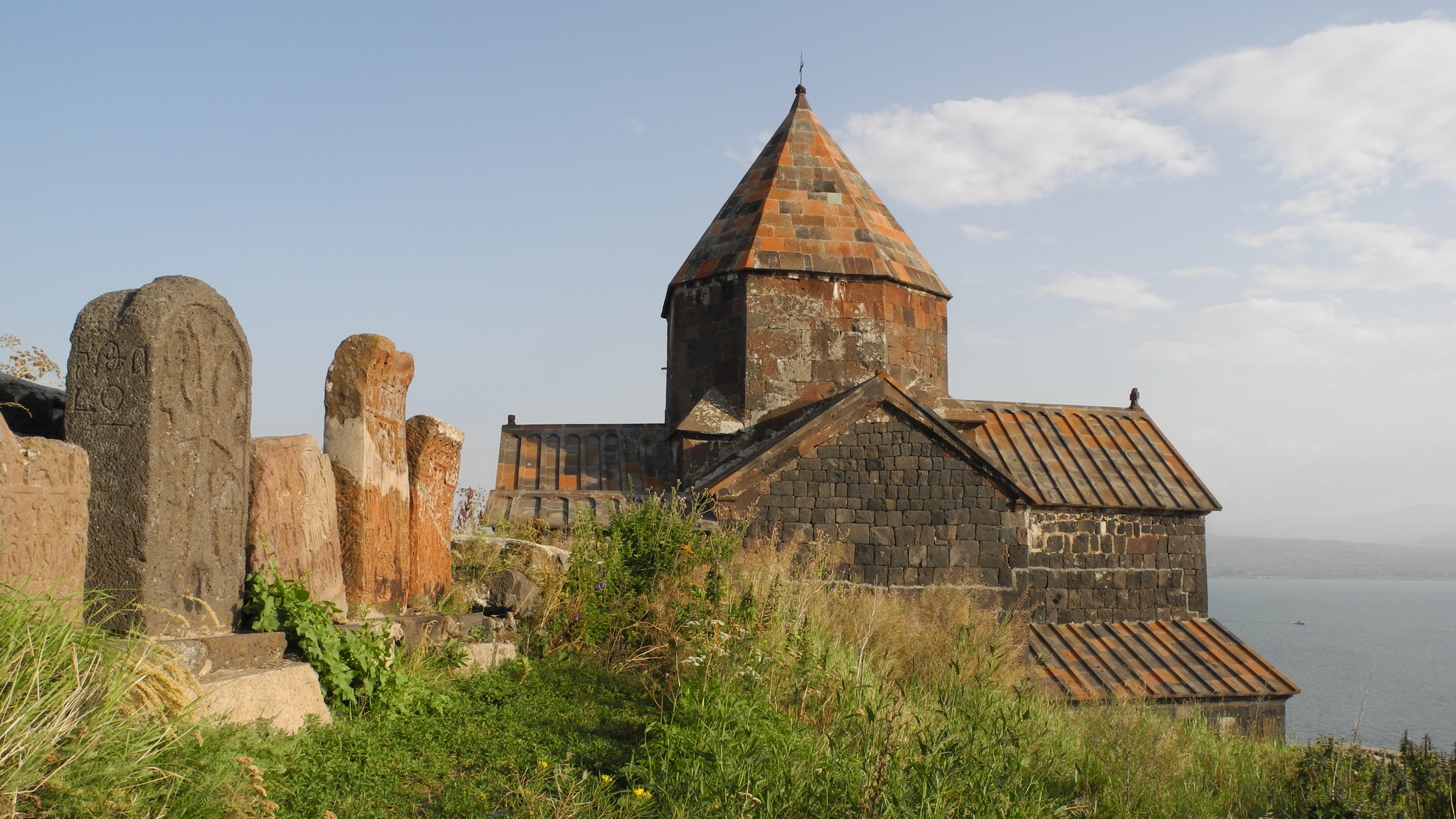
Klášter Sevanavank vybudovaný Ašotem I.

Za klíčový průlom historici považují, když Arabové Ašota roku 884 uznali za krále (brzy následováni Byzantinci). Jeho vláda byla ovšem delší, již roku 862 mu udělili titul „princ princů“. Za své sídlo si zvolil pevnost Bagaran. Nakonec se stal spojencem spíše Byzance, ale udržoval dobré, zejména obchodní vztahy i s Araby. Svou autoritu rozšířil i za hranice Arménie, když ovládl Gruzii, Kavkazskou Albánii a několik arabských emirátů.

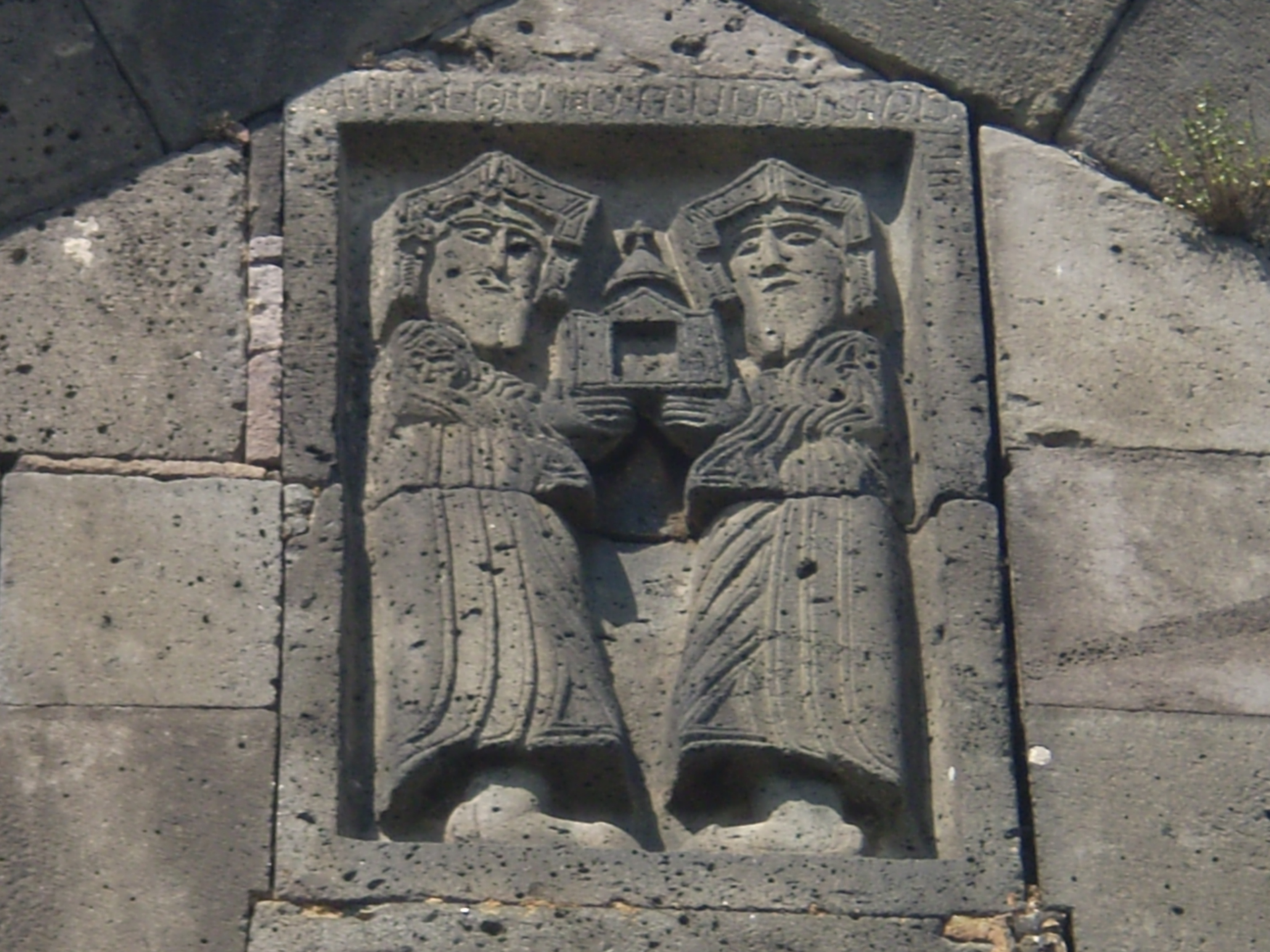
Smbat a Gurgen, reliéf v Sanahinu

Jeho syn a nástupce Smbat I. vybojoval na Arabech 21. dubna 892 historické město Dvin, což však vedlo k dlouhé válce, která skončila tím, že Arabové Arménii vyplenili a roku 914 zajali a umučili i krále Smbata I. Jeho bezhlavé na kříž přibité tělo pak vystavili ve Dvinu. Arabové předtím nechali vytvořit i alternativní arménské království Vaspurakan v čele s jedním z lokálních nespokojenců Gagikem Artsrunim, ale když Gagik viděl arabské krutosti, postavil se nakonec proti nim. To a pomoc byzantské císařovny Zoe vedla k tomu, že byli muslimové z Arménie nakonec přece jen vytlačeni a království si zachránilo suverenitu.
Do jeho čela se postavil Ašot II. Toho nakonec v roce 919 uznali i Arabové. Byzanc i Arábie provedli ještě několik vpádů, avšak Ašot II. vždy odolal, čímž si vysloužil přízvisko Jerkat (Železný). Měl však i štěstí v tom, že Byzanc začala být zaneprázdněna boji v Sýrii a chalífát nástupnickými boji v Ázerbájdžánu. Z toho pak těžil především Ašotův nástupce Abas I. (vládl 928–953), který přinesl zemi éru klidu a prosperity. Novým hlavním městem učinil Kars.

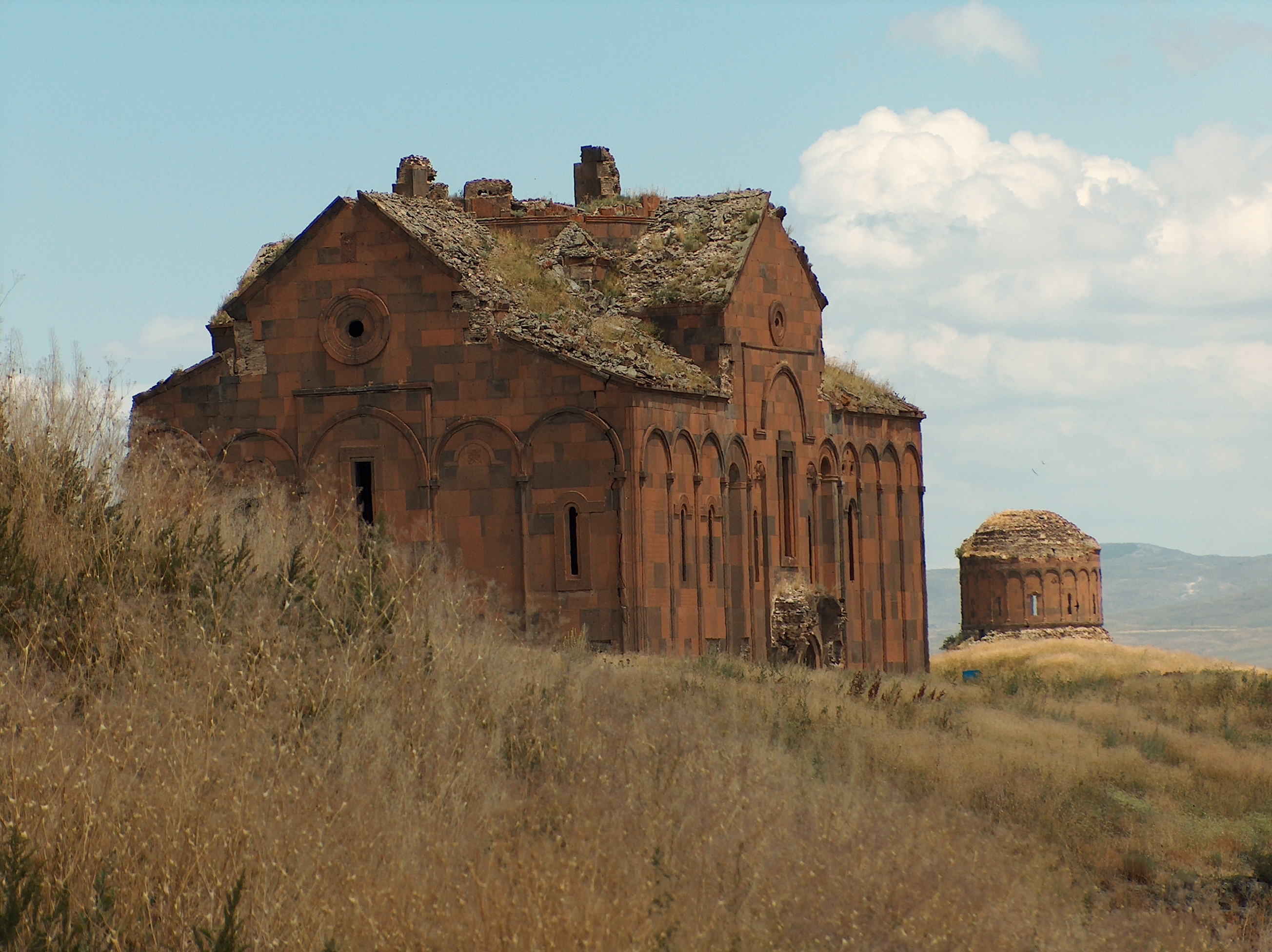
Ruina katedrály v Ani

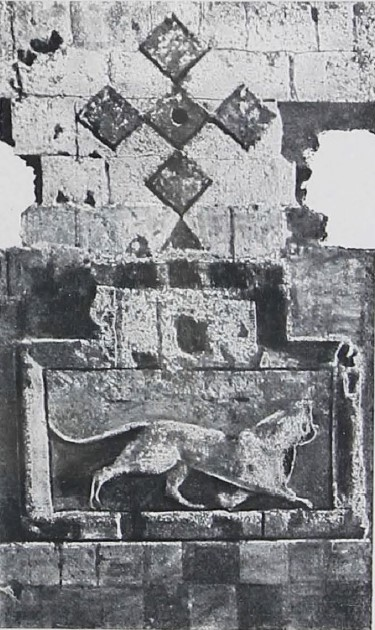
Znak Ani a Bagratovců

Jeho syn Ašot III. (vládl 953–977) pak nechal postavit nové hlavní město Ani, ležící na dnešních hranicích Arménie a Turecka, na důležité obchodní cestě. Hlavním městem Arménie bylo až do roku 1045. V tomto „městě 1001 kostelů"“ žilo na vrcholu slávy až 200 000 lidí a patřilo k největším na světě (v 18. století však zcela zaniklo). Ašotova velkorysá podpora výstavby klášterů, kostelů a paláců v Ani mu vynesla přízvisko Voghormata (Milostivý). Novým jevem za vlády Ašota III., který pokračoval i za jeho nástupců, bylo zřízení „podkrálovství“ na území bagratovské Arménie. Ašot III. tak svého bratra Mušegha I. ustanovil vládcem v Karsu (Vanandu) a dovolil mu užívat titul krále. Stejně přisoudil správní obvod Dzoraget u jezera Sevan svému synovi Gurgenovi a rovněž mu dal titul krále. Tato "správní reforma" fungovala velmi dobře, dokud v Ani seděl silný král (zejména sám Ašot III.) udržující si jasnou dominanci nad podkráli. V delším časovém horizontu se však ukázala jako jeden z faktorů, který zemi rozklížil.
K tomu se naneštěstí na konci 10. století přidružilo posílení Byzance, jejíž císař Basileios II. Bulgaroktonos zaznamenal takové úspěchy v bojích s Araby, že se cítil dost silný na to znovu ovládnout Arménii. Prvním regionem, který jí uzmul, byl Taron, následoval Vaspurakan. Pak již Basil vyvinul tlak i na dynastii Bagratuni. Král Hovhannes-Smbat v roce 1022 slíbil, že po jeho smrti připadne království Byzantincům. Když v roce 1041 skutečně zemřel, jeho nástupce Gagik II. odmítl vydat Ani a pokračoval v odporu proti Byzanci až do roku 1045, kdy jeho království, sužované vnitřními a vnějšími hrozbami, definitivně zaniklo, ovládnuto zcela Byzantskou říší.